# Dorfkirche Dothen

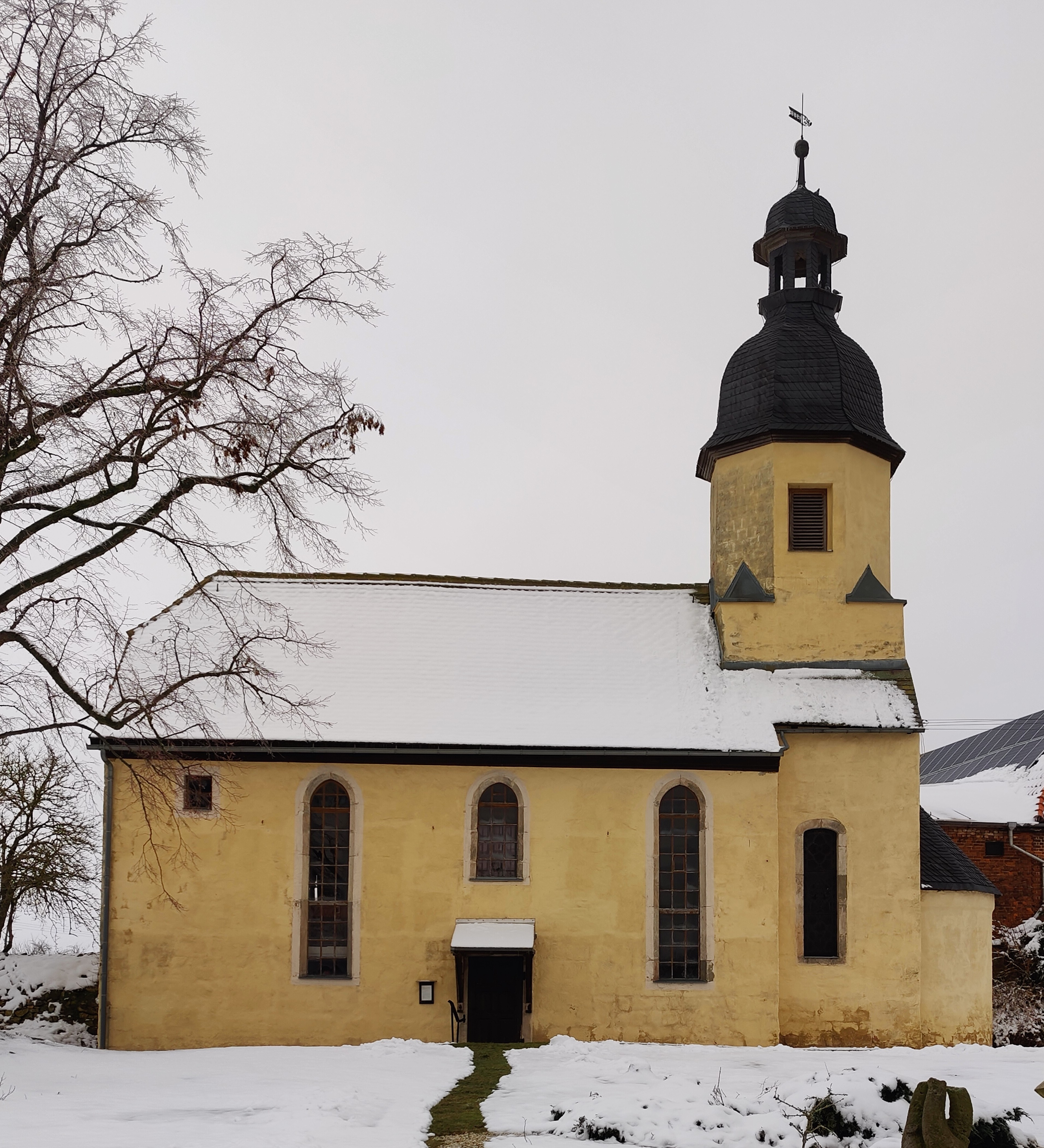
Dorfkirche Dothen

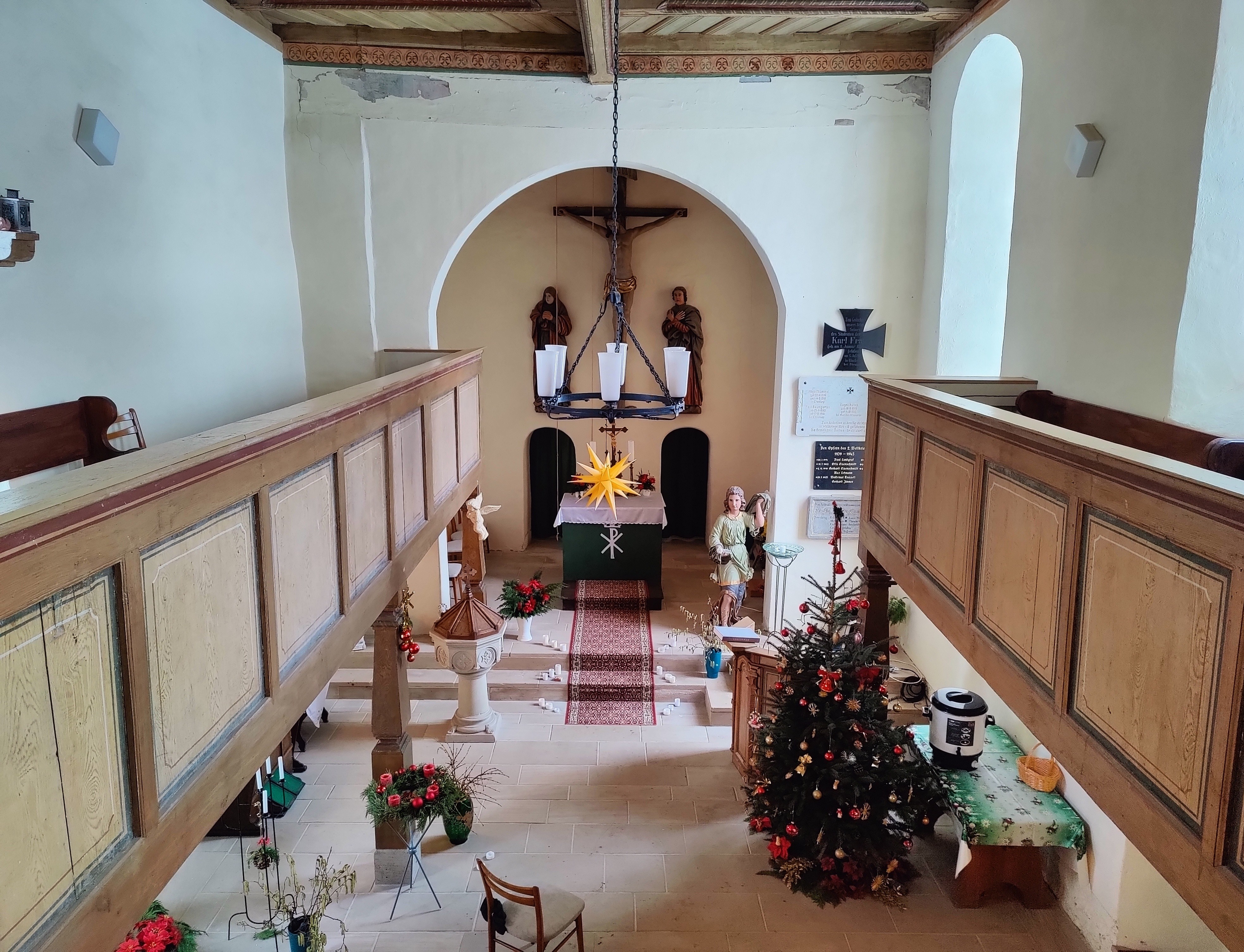
Innenraum (2023)

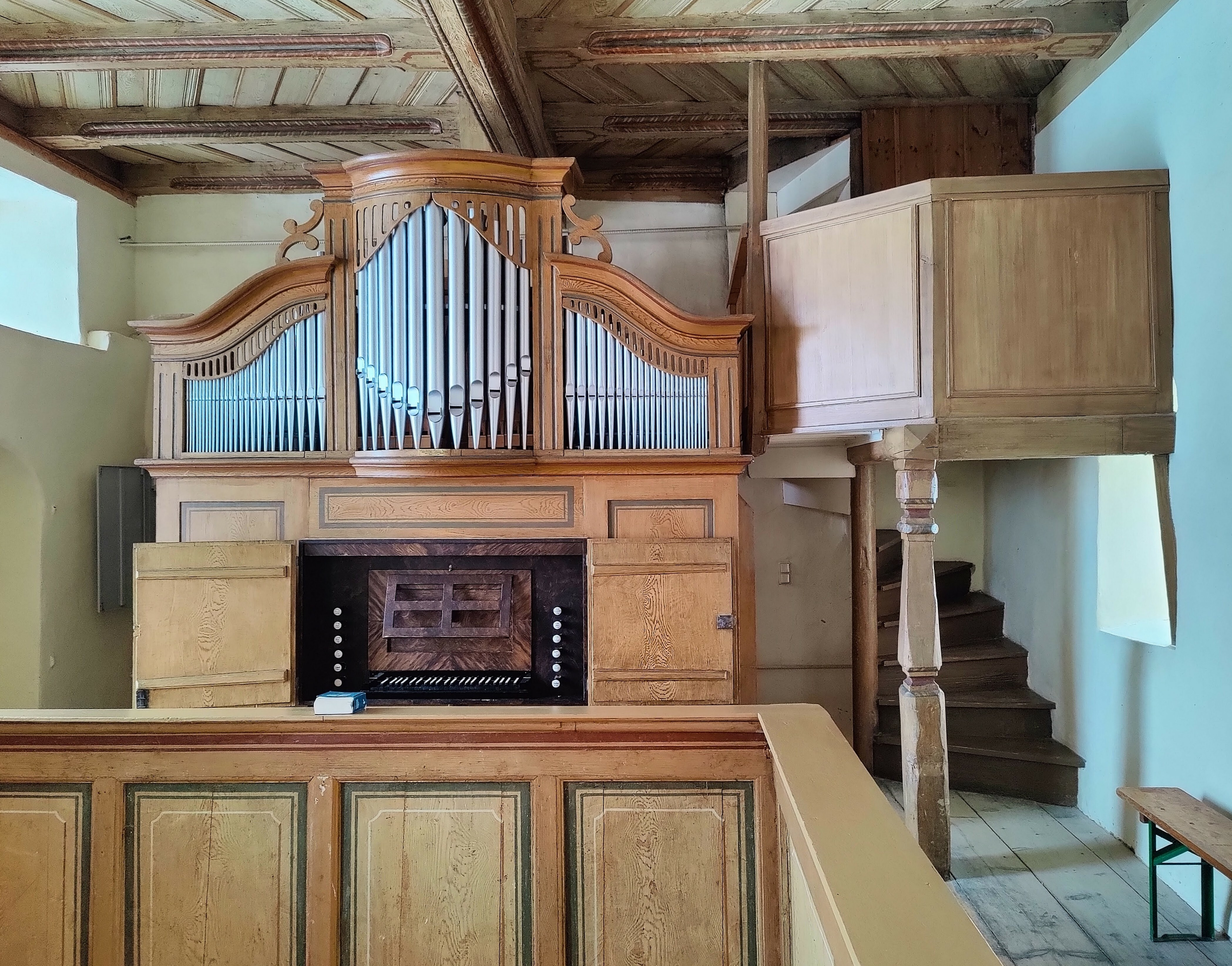
Orgel

Die Dorfkirche Dothen steht im Ortsteil Dothen der Stadt Schkölen im Saale-Holzland-Kreis in Thüringen. Sie gehört zum Pfarrbereich Eisenberg-Königshofen im Kirchenkreis Eisenberg der Evangelischen Kirche in Mitteldeutschland.

## Lage
Die Dorfkirche steht zentral im Rundlingsdorf und ist weithin sichtbar.

## Geschichte
Die nicht nachgewiesenen Ursprünge der Kirche sind nur noch an dem romanischen Teil der Kirche an der Apsis und am Südeingang abzulesen. Im 14./15. Jahrhundert verwüstete ein Brand die Kirche. 
Beim Wiederaufbau wurde das Kirchenschiff verlängert und erhöht. Die Spitzbogenfenster gehen auf die Jahre 1698/99 zurück. 1812 wurde der Kirchturmaufsatz mit geschweifter Haube gebaut.
Im 17. Jahrhundert wurden im Raum dreiseitige Emporen angebracht. Auch die Balken und Bretter der Decke stammen aus dieser Zeit.
1970 bestand Einsturzgefahr. Die Turmspitze neigte sich bedenklich. 1988 bis 1989 wurden Turm und Dach erfolgreich saniert. Zudem erfolgte eine Innensanierung und der Rückbau der zweiten Empore.

## Glocke
Die Glocke von 1519 wurde 1900 umgegossen und im Ersten Weltkrieg eingeschmolzen. Seit 1961 gibt es neben der Bronzeglocke aus dem Jahr 1859 wieder eine Stahlgussglocke.

## Ausstattung
Die lebensgroße Kreuzigungsgruppe mit Baumkreuz im Chor stammt aus dem 17. Jahrhundert, der stehende Taufengel aus dem 18. Jahrhundert. Er wurde 1876 durch einen Taufstein abgelöst.
Die Orgel wurde 1812 von Matthias Vogler aus Naumburg gebaut. Sie verfügt über 10 Register, die sich auf ein Manual und das Pedal verteilen. Eine Restaurierung erfolgte 2017.